# Perrotia albiplaga
Perrotia albiplaga är en fjärilsart som beskrevs av Charles Oberthür 1916. Perrotia albiplaga ingår i släktet Perrotia och familjen tjockhuvuden. Inga underarter finns listade i Catalogue of Life.